# Laurent Berger
Pour les articles homonymes, voir Berger (homonymie).
Laurent Berger, né le 27 octobre 1968 à Guérande (Loire-Atlantique), est un syndicaliste français, secrétaire général de la CFDT entre le 28 novembre 2012 et le 21 juin 2023.

## Situation personnelle

### Famille et formation
Laurent Berger est le fils d'un ouvrier des Chantiers de l'Atlantique et d'une auxiliaire de puériculture.
Durant ses études, il est surveillant dans un collège. C’est à cette époque qu'il adhère à la CFDT,. Après une maîtrise d’histoire de l’université de Nantes et un mémoire intitulé L'épiscopat nantais de Monseigneur Villepelet (1936-1966), il devient permanent de la Jeunesse ouvrière chrétienne en 1991. Il en est secrétaire général entre 1992 et 1994.
Il connaît par la suite une période de chômage de six mois et effectue quelques remplacements de professeur d’histoire-géographie.
Il devient salarié d’une association d’insertion à Saint-Nazaire pour aider des adultes en chômage de longue durée et allocataires du RMI à trouver un emploi. Laurent Berger y crée une section syndicale CFDT et devient délégué du personnel de cette structure de neuf personnes.

## Action syndicale

### Responsabilités syndicales
En 1996, Laurent Berger accepte de devenir permanent à l’union locale CFDT de Saint-Nazaire. Il travaille sur les problématiques d’emploi et sur la place des jeunes à la CFDT.
En 2003, il est élu secrétaire général de l’union régionale CFDT des Pays de la Loire et intègre le Bureau national de la CFDT.
Laurent Berger est élu à la Commission exécutive confédérale, instance dirigeante de la CFDT, le 17 juin 2009. Il est responsable du dossier TPE-PME et chargé de la résolution générale dont il a été rapporteur au congrès de Tours en juin 2010.
Après juin 2010, ses responsabilités couvrent les questions d’emploi, de sécurisation des parcours professionnels et d’insertion. À ce titre, il est le négociateur de la CFDT à l’assurance chômage et sur l’emploi des jeunes.
Il est nommé secrétaire général adjoint de la CFDT le 21 mars 2012. Il coordonne l’action revendicative de la CFDT.
Il est responsable d’un chantier sur l’évolution du fonctionnement de la CFDT dont le but est de développer la proximité avec les salariés.

### Secrétaire général de la CFDT
Il est élu secrétaire général, après la démission de François Chérèque, par le bureau national de la CFDT le 28 novembre 2012.
Le 5 juin 2014, il est réélu secrétaire général avec 98,31 % des voix lors du congrès de la CFDT réuni à Marseille.
En 2016, a contrario des syndicats FO et CGT, il soutient la loi Travail présentée par le gouvernement socialiste.
À la tête de la CFDT, il apparait comme un « fervent défenseur de la concertation et du compromis » avec le gouvernement d'Emmanuel Macron, selon la presse. Ainsi, il est resté en retrait des manifestations contre les ordonnances Pénicaud en 2017 sur le code du travail, puis a prôné l'ouverture sur la réforme de la SNCF en 2018.
En juin 2018, il est réélu avec plus de 90 % des suffrages. Sous sa mandature, la CFDT devient le premier syndicat aux élections professionnelles dans le privé (2017) mais garde sa place de seconde organisation à la suite des élections professionnelles dans la fonction publique (2018). Laurent Berger publie un Tweet le 11 décembre 2018 annonçant que la CFDT devient le premier syndicat en France, public et privé confondu, ravissant sa suprématie à la CGT.
De mai 2019 à mai 2023, Laurent Berger préside également la Confédération européenne des syndicats.
Fin août 2021, Laurent Berger annonce se porter candidat à sa propre succession à la tête de la CFDT en juin 2022.
Le 17 juin 2022, le secrétaire général de la CFDT, Laurent Berger, unique candidat à sa succession, est réélu à la tête du premier syndicat français. Il est d'abord réélu membre par 96,68 % des voix exprimées des congressistes (3,32 % contre). Les 42 membres du bureau national l'ont ensuite élu secrétaire général à 100 % des voix.
Il représente la CFDT dans l'intersyndicale nationale qui combat pendant des mois le projet de réforme des retraites de 2023.
Le 19 avril 2023, Laurent Berger annonce dans une interview au Monde qu’il quittera la tête de la CFDT le 21 juin suivant.
Lors des législatives anticipées de 2024, le nom de Laurent Berger est cité pour Matignon, notamment par Raphaël Glucksmann. Il refuse toutefois dès avant le premier tour cette opportunité en rappelant qu'il est en "recul de la vie publique". Le Nouveau Front populaire ayant obtenu une majorité relative des sièges à l'Assemblée nationale à la suite de ces élections, il est de nouveau évoqué comme potentiel premier ministre, une éventualité à laquelle il ne fermerait pas la porte.

### Après la CFDT
Peu après son départ du syndicat, il part travailler au Crédit mutuel le 15 septembre 2023 avec pour mission la mise en place d'un centre d’expertise sur « la révolution climatique et environnementale »,. En février 2024, il est nommé directeur de l'Institut mutualiste pour l'environnement et la solidarité (Crédit mutuel Alliance fédérale). Parallèlement à cette fonction qu'il conserve, Laurent Berger est nommé président du conseil d'administration de CIC du Grand Ouest le 23 avril 2025.

## Polémique
Le Canard enchainé révèle le 4 novembre 2015 que Laurent Berger se serait fait offrir par décision directe du PDG d'Air France une place VIP en première classe d'ordinaire vendue pour le prix de 12 000 euros, le tout dans un contexte de conflit social où l'entreprise cherche à licencier jusqu'à 2 900 personnes. Laurent Berger confirme avoir réalisé un trajet dans ces conditions mais affirme avoir été simplement surclassé en raison d'un surbooking (voir Surréservation), là où Le Canard enchainé soutient qu'un surclassemment dans cette catégorie ne peut avoir lieu qu'avec l'accord exprès de la direction. Une vérification des fichiers d'enregistrements des passagers confirme le surclassement du syndicaliste car il possède une carte spécifique. Néanmoins, selon Le Figaro, ce surclassement a eu lieu sans intervention de la direction de l'entreprise.

## Prises de position contre le Front national
Interviewé par Francis Brochet pour le groupe de presse régionale Ebra, Laurent Berger, au lendemain des élections européennes de 2014 favorables au FN, déclare : « Pour moi, le Front national est toujours trop haut : ce parti, je ne parle pas de ses électeurs, est une tache sur la démocratie. Nous avons le choix entre une société autoritaire, qui sera dans le “y a qu’à, faut qu’on” et la recherche du bouc émissaire, et une société plus apaisée, du dialogue et de l’écoute. C’est plus compliqué, mais ce sera toujours mon choix »
En avril 2017 lors de la campagne de l'élection présidentielle française, tout en affirmant ne donner aucune consigne de vote, il annonce « avoir clairement pris position contre Marine Le Pen et publié un argumentaire pour nos militants ».

## Vie privée
Il est marié à Mireille Le Corre, secrétaire générale du Défenseur des droits.

## Décorations
- Chevalier de la Légion d'honneur le 11 juillet 2025[33].

## Ouvrages
- Laurent Berger, Du mépris à la colère : essai sur la France au travail, Seuil, 2023  (ISBN 978-2-02-154177-9)
- Laurent Berger, avec Claude Sérillon, Syndiquez-vous, Le Cherche midi, 2019  (ISBN 978-2-7491-6249-2)
- Laurent Berger, dialogue avec Denis Lafay, Au boulot ! : manifeste pour le travail, Éditions de l'Aube, 2018  (ISBN 978-2-815928-01-4)
- Laurent Berger, Pascal Canfin, entretiens avec Philippe Frémeaux, Réinventer le progrès, Les Petits Matins, 2016  (ISBN 978-2363832146)
- Laurent Berger, Permis de construire, Tallandier, 2015  (ISBN 979-1021016460)
- Laurent Berger, L'épiscopat nantais de Monseigneur Villepelet (1936-1966), Éditions Opéra, 1992  (ISBN 2-908068-13-3)